# 厚叶兔耳草
厚叶兔耳草（学名：Lagotis crassifolia），为玄参科兔耳草属下的一个植物种。